# Primera División (Chile) 1962
Die Primera División 1962, auch unter dem Namen 1962 Campeonato Nacional de Fútbol Profesional bekannt, war die 30. Saison der Primera División, der höchsten Spielklasse im Fußball in Chile.
Die Meisterschaft gewann das Team von Universidad de Chile, das sich damit für die Copa Campeones de América 1963 qualifizierte. Es war der dritte Meisterschaftstitel für den Klub. Tabellenletzter und somit in die zweite Liga abgestiegen ist CD Green Cross. Pokalsieger Chiles wurde der Zweitligist CD Luis Cruz Martínez Curicó.

## Modus
Die 18 Teams spielen jeder gegen jeden mit Hin- und Rückspiel. Sieger ist die Mannschaft mit den meisten Punkten. Bei Punktgleichheit entscheidet das Torverhältnis. Sind die besten Teams um die Meisterschaft punktgleich, entscheidet ein Meisterschaftsendspiel um den Titel. Der Tabellenletzte steigt in die zweite Liga ab.

## Teilnehmer
Nach der Erweiterung der Anzahl der Klubs von 14 auf 18 Teams gab es in der Vorsaison keine Absteiger und zudem 4 Aufsteiger aus der zweiten Liga. Unión La Calera stieg als Tabellenerster in die Primera División auf. Neben dem Tabellenzweiten Unión San Felipe und dem -vierten Deportes La Serena stieg auch der Tabellensechste CD Magallanes auf. Der Verband begründete dies mit einer administrativen Entscheidung. Der Tabellendritte Trasandino de Los Andes verblieb in der zweiten Spielklasse. Folgende Vereine nahmen daher an der Meisterschaft 1962 teil:
| Mannschaft           | Stadt             |
| -------------------- | ----------------- |
| Audax Italiano       | Santiago de Chile |
| Colo-Colo            | Santiago de Chile |
| Everton              | Viña del Mar      |
| O’Higgins            | Rancagua          |
| Deportes La Serena   | La Serena         |
| Ferrobadminton       | Santiago de Chile |
| CD Green Cross       | Santiago de Chile |
| CD Magallanes        | Santiago de Chile |
| Palestino            | Santiago de Chile |
| Rangers de Talca     | Talca             |
| San Luis de Quillota | Quillota          |
| Santiago Morning     | Santiago de Chile |
| Santiago Wanderers   | Valparaíso        |
| Unión Española       | Santiago de Chile |
| Unión La Calera      | La Calera         |
| Unión San Felipe     | San Felipe        |
| Universidad Católica | Santiago de Chile |
| Universidad de Chile | Santiago de Chile |

## Tabelle
| Pl.                       | Verein                   | Sp. | S  | U  | N  | Tore    | Diff. | Punkte |
| ------------------------- | ------------------------ | --- | -- | -- | -- | ------- | ----- | ------ |
| 1.                        | Universidad de Chile     | 34  | 21 | 8  | 5  | 100:480 | +52   | 50     |
| 2.                        | Universidad Católica (M) | 34  | 22 | 6  | 6  | 078:470 | +31   | 50     |
| 3.                        | CSD Colo-Colo            | 34  | 17 | 7  | 10 | 094:670 | +27   | 41     |
| 4.                        | Deportes La Serena (N)   | 34  | 17 | 7  | 10 | 067:580 | +9    | 41     |
| 5.                        | Unión Española           | 34  | 15 | 8  | 11 | 063:500 | +13   | 38     |
| 6.                        | Santiago Morning         | 34  | 13 | 11 | 10 | 053:510 | +2    | 37     |
| 7.                        | Santiago Wanderers       | 34  | 12 | 11 | 11 | 050:510 | −1    | 35     |
| 8.                        | Everton                  | 34  | 10 | 15 | 9  | 053:550 | −2    | 35     |
| 9.                        | Unión San Felipe (N)     | 34  | 10 | 11 | 13 | 054:540 | ±0    | 31     |
| 10.                       | Audax Italiano           | 34  | 8  | 14 | 12 | 054:610 | −7    | 30     |
| 11.                       | O’Higgins                | 34  | 8  | 14 | 12 | 054:660 | −12   | 30     |
| 12.                       | Unión La Calera (N)      | 34  | 12 | 5  | 17 | 052:630 | −11   | 29     |
| 13.                       | Ferrobadminton           | 34  | 8  | 13 | 13 | 045:610 | −16   | 29     |
| 14.                       | CD Magallanes (N)        | 34  | 9  | 11 | 14 | 041:620 | −21   | 29     |
| 15.                       | Rangers de Talca         | 34  | 10 | 8  | 16 | 042:530 | −11   | 28     |
| 16.                       | CD Palestino             | 34  | 7  | 14 | 13 | 045:600 | −15   | 28     |
| 17.                       | San Luis de Quillota     | 34  | 8  | 10 | 16 | 049:660 | −17   | 26     |
| 18.                       | CD Green Cross           | 34  | 9  | 7  | 18 | 058:790 | −21   | 25     |
| Quelle: , Stand: Endstand |                          |     |    |    |    |         |       |        |

## Entscheidungsspiel
| Datum      |                      | Ergebnis  |                      | Ort                        |
| ---------- | -------------------- | --------- | -------------------- | -------------------------- |
| 16.03.1963 | Universidad de Chile | 5:3 (2:1) | Universidad Católica | Estadio Nacional, Santiago |

Das Spiel fand vor 74.163 Zuschauern statt und war die Neuauflage der Meisterschaftsspiele des Vorjahres. Den Doppelpack von Carlos Campos für Universidad de Chile nach 29 Spielminuten konnte Católica durch Tore von Armando Tobar in der 41. Spielminute und Alberto Fouillioux in der 49. Spielminute egalisieren. Nach dem erneuten Doppelpack von Universidad de Chile durch Ernesto Álvarez erzielte Fouillioux in der 80. Spielminute zwar den Anschlusstreffer, allerdings sorgte Leonel Sánchez in der 87. Spielminute für die Entscheidung. La U holte mit dem Sieg seinen dritten Meisterschaftstitel.

## Beste Torschützen
| Rang | Spieler       | Klub                 | Tore |
| ---- | ------------- | -------------------- | ---- |
| 1    | Carlos Campos | Universidad de Chile | 34   |